# Ориол Ромеу
Ориол Ромеу Видал, известен и само като Ориол Ромеу, е испански футболист, който играе в испанския футболен отбор Жирона. Той е типичен дефанзивен полузащитник, но често е използва и като централен полузащитник.

## Кариера

### Барселона
Роден в Улдекона, Каталуния Ромеу пристига в академията на Барселона през 2004 г. от Еспаньол. На 13 август 2010 е включен в състава на Барселона срещу Севиля в мач от първата фаза за суперкупата на Испания. Той и дебютът си за първия отбор в същия този мач като изиграва пълни 90 минути. На 15 май 2011 дебютира и в първенството срещу Депортиво Ла Коруня. Той влиза като резерва на мястото на Джовани дос Сантос.

### Челси
На 22 юли 2011 Ромеу премива в Челси за сумата от €5 милиона като подписва и четири годишен договор със сините. На 10 септември 2011 прави дебюта си за Челси, като смяна в 79-а минута на мястото на Никола Анелка.

## Статистика
| Отбор          | Сезон          | Първенство | Първенство | Купа    | Купа   | Европа  | Европа | Друг    | Друг   | Общо    | Общо   |
| Отбор          | Сезон          | Участия    | Голове     | Участия | Голове | Участия | Голове | Участия | Голове | Участия | Голове |
| -------------- | -------------- | ---------- | ---------- | ------- | ------ | ------- | ------ | ------- | ------ | ------- | ------ |
| Барселона Б    | 2008–09        | 5          | 0          | –       | –      | –       | –      | –       | –      | 5       | 0      |
| Барселона Б    | 2009–10        | 26         | 0          | –       | –      | –       | –      | –       | –      | 26      | 0      |
| Барселона Б    | 2010–11        | 18         | 1          | –       | –      | –       | –      | –       | –      | 18      | 1      |
| Барселона Б    | Общо           | 49         | 1          | –       | –      | –       | –      | –       | –      | 49      | 1      |
| Барселона      | 2010–11        | 1          | 0          | 0       | 0      | 0       | 0      | 1       | 0      | 2       | 0      |
| Барселона      | Общо           | 1          | 0          | 0       | 0      | 0       | 0      | 1       | 0      | 2       | 0      |
| Челси          | 2011–12        | 1          | 0          | 0       | 0      | 0       | 0      | 0       | 0      | 1       | 0      |
| Челси          | Общо           | 1          | 0          | 0       | 0      | 0       | 0      | 0       | 0      | 1       | 0      |
| Кариера (общо) | Кариера (общо) | 51         | 1          | 0       | 0      | 0       | 0      | 1       | 0      | 52      | 1      |